# Christian Andreu
Pour les articles homonymes, voir Andreu.
Christian Andreu, né Christian Roger Andreu, est un guitariste français né le 15 novembre 1976 à Perpignan. Il fait partie, depuis 1996 du groupe de metal français Gojira (anciennement Godzilla).

## Style et influences
Ses influences sont Metallica, Death, Morbid Angel et Slayer.
Dans une interview accordée pour ZYVA Magazine, Christian Andreu cite qu'il n'écoute que très peu de musique metal en dehors de son groupe Gojira. Andreu cite qu'il écoute à 70% de la musique classique. Il écoute aussi Bashung, Les Têtes Raides, Björk, de la musique bulgare et indienne. Dans le même interview, Andreu cite Symbolic du groupe Death, comme la chanson qui le représente.

## Matériel
Dans une interview réalisée en 2016, Andreu dit jouer sur une Jackson Randy Rhoads.

## Décoration
- Chevalier de l'ordre des Arts et des Lettres (2025)[5]

## Discographie

### Demos
- 1996 : Victim (Godzilla)
- 1997 : Possessed (Godzilla)
- 1999 : Saturate (Godzilla)
- 2000 : Wisdom Comes (Godzilla)

### EPs
- 2003 : Maciste All'Inferno (Gojira)
- 2012 : End of Time (Gojira)

### Albums studio
- 2001 : Terra Incognita (Gojira)
- 2003 : The Link (Gojira)
- 2005 : From Mars to Sirius (Gojira)
- 2008 : The Way of All Flesh (Gojira)
- 2012 : L'Enfant sauvage (Gojira)
- 2016 : Magma (Gojira)
- 2021 : Fortitude (Gojira)

### Albums live
- 2004 : The Link Alive (Gojira)
- 2012 : The Flesh Alive (Gojira)
- 2013 : Gojira/Kvelertak Live (Gojira)
- 2014 : Les Enfants sauvages (Gojira)

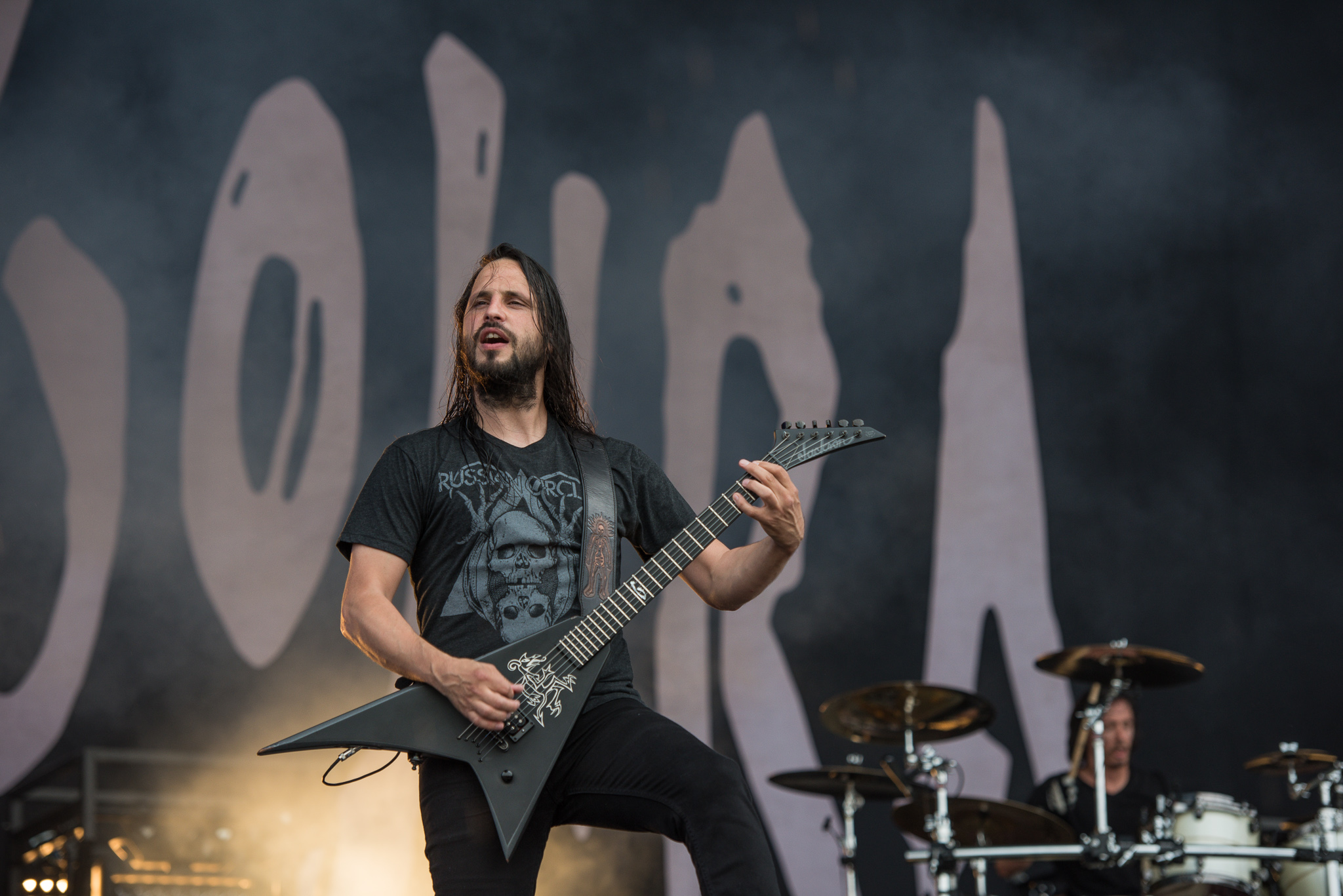
Christian avec sa guitare RR custom au festival Rock im Park 2017